# Garbahaarreey
Garbahaarreey (arabă جربهاري) este un oraș din Somalia, reședința a regiunii Gedo.